# Govern de Catalunya 1992-1995
El govern de la Generalitat de Catalunya en el període 1992-1995, correspon a la IV legislatura del període democràtic.

## Cronologia
Després de les eleccions del 15 de març de 1992 la candidatura encapçalada per Jordi Pujol de CIU obté una majoria absoluta de 70 escons sobre els 40 del PSC de Raimon Obiols.
El 9 d'abril es fa el debat d'investidura i Jordi Pujol tornà a sortir elegit com a President de la Generalitat de Catalunya amb 70 vots a favor (CIU), 58 en contra (PSC, IC i ERC) i 7 abstencions (PP).

## Estructura de Govern
Es manté la mateixa estructura i denominació de departaments que al govern de 1988, amb alguns canvis de conseller.
| President: Jordi Pujol i Soley (CDC/CIU) |

| Departament                            | Titulars                                       | Titulars | Titulars                                                |
| -------------------------------------- | ---------------------------------------------- | --- | ------------------------------------------------------- |
| Departament                            | 15 d'abril de 1992                             | canvis de govern | canvis de govern                                        |
| Governació                             | Josep Gomis i Martí (CDC) (fins a 22-12-92)    | Maria Eugènia Cuenca (CDC) (entre 22-12-92 i 1-2-95)                                                                | Xavier Pomés i Abella (CDC) (des de 1-2-95)             |
| Justícia                               | Agustí Bassols i Parés (UDC) (fins a 22-12-92) | Antoni Isac i Aguilar (UDC) (entre 22-12-92 i 1-2-95)                                                               | Núria de Gispert i Català (UDC) (des de 1-2-95)         |
| Indústria i Energia                    | Antoni Subirà i Claus (CDC)                    | Antoni Subirà i Claus (CDC)                                                                                         | Antoni Subirà i Claus (CDC)                             |
| Ensenyament                            | Josep Laporte i Salas (CDC) (fins a 22-12-92)  | Joan Maria Pujals i Vallvé (CDC) (des de 22-12-92)                                                                  | Joan Maria Pujals i Vallvé (CDC) (des de 22-12-92)      |
| Cultura                                | Joan Guitart i Agell (CDC)                     | Joan Guitart i Agell (CDC)                                                                                          | Joan Guitart i Agell (CDC)                              |
| Economia i Finances                    | Macià Alavedra i Moner (CDC)                   | Macià Alavedra i Moner (CDC)                                                                                        | Macià Alavedra i Moner (CDC)                            |
| Política Territorial i Obres Públiques | Joaquim Molins i Amat (CDC) (fins a 29-4-93)   | Josep Maria Cullell i Nadal (CDC) (entre 6-5-93 i 18-11-94) Jaume Roma i Rodríguez (CDC) (entre 18-11-94 i 15-6-95) | Artur Mas i Gavarró (CDC) (des de 15-6-95)              |
| Sanitat i Seguretat Social             | Xavier Trias i Vidal de Llobatera (CDC)        | Xavier Trias i Vidal de Llobatera (CDC)                                                                             | Xavier Trias i Vidal de Llobatera (CDC)                 |
| Comerç, Consum i Turisme               | Lluís Alegre i Selga (UDC)                     | Lluís Alegre i Selga (UDC)                                                                                          | Lluís Alegre i Selga (UDC)                              |
| Treball                                | Ignasi Farreres i Bochaca (UDC)                | Ignasi Farreres i Bochaca (UDC)                                                                                     | Ignasi Farreres i Bochaca (UDC)                         |
| Agricultura, Ramaderia i Pesca         | Joan Vallvé i Ribera (CDC) (fins a 14-9-92)    | Francesc Xavier Marimon i Sabaté (CDC) (des de 14-9-92)                                                             | Francesc Xavier Marimon i Sabaté (CDC) (des de 14-9-92) |
| Benestar Social                        | Antoni Comas i Baldellou (CDC)                 | Antoni Comas i Baldellou (CDC)                                                                                      | Antoni Comas i Baldellou (CDC)                          |
| Medi Ambient                           | Albert Vilalta Gonzalez (CDC)                  | Albert Vilalta Gonzalez (CDC)                                                                                       | Albert Vilalta Gonzalez (CDC)                           |